# Bend of the River
Bend of the River (Horizontes lejanos en España y Tierra y Esperanza en Hispanoamérica) es un wéstern estadounidense de 1952 dirigido por Anthony Mann y protagonizado por James Stewart, Rock Hudson y Arthur Kennedy. La película es la segunda de ocho conocidos wéstern rodados por el tándem Anthony Mann-James Stewart.

## Argumento
Glyn McLyntock es uno de los pistoleros más conocidos de la región de Misuri. Él, junto con su amigo Cole, tienen la misión de dirigir una caravana de colonos desde el propio Misuri hasta Oregón, lugar en el que planean asentarse debido a los fértiles campos que allí se encuentran. Sin embargo, cuando el invierno está próximo, ellos tienen luego que acudir a la ciudad de Portland a buscar los víveres y demás provisiones para poder sobrevivir al frío invierno que se está acercando.
El problema viene, cuando se dan cuenta de que las cosas han cambiado en la ciudad, por lo que llevarse esas provisiones no será para ellos tan fácil como habían pensado.

## Reparto
| Actor          | Personaje      |
| -------------- | -------------- |
| James Stewart  | Glyn McLyntock |
| Arthur Kennedy | Emerson Cole   |
| Julie Adams    | Laura Baile    |
| Rock Hudson    | Trey Wilson    |
| Jay C. Flippen | Jeremy Baile   |
| Lori Nelson    | Marjie Baile   |
| Chubby Johnson | Cap'n Mello    |
| Stepin Fetchit | Adam           |
| Harry Morgan   | Shorty         |
| Howard Petrie  | Tom Hendricks  |

## Producción
La película fue filmada entre el 26 de julio y el 13 de septiembre de 1951. Se rodó para ello en el Columbia River Gorge, el monte Hood, en el río Sandy y en Timberline. Todas estas localidades están en Oregón, Estados Unidos.
Hay que añadir, que, para rodarla en la montaña, se hicieron una serie de innovaciones de seguridad como utilizar excavadoras para abrir caminos, cable de hierro para evitar que los vagones caigan o tractores para traer equipo a la montaña. También cabe destacar, que durante el rodaje Arthur Kennedy se hirió en el tobillo, por lo que se hicieron rodajes con él encima de su caballo hasta que se curó su tobillo.

## Recepción
En el presente la obra cinematográfica ha sido valorada en portales cinematográficos y por críticos profesionales. En IMDb, con aproximadamente 9600 votos registrados por parte de los usuarios, la película obtiene una media ponderada de 7,3 sobre 10. En cuanto a Rotten Tomatoes, los más de 2500 votos registrados en el portal dieron a este filme una valoración media de 3,8 de 5, mientras que los 10 críticos profesionales, que valoraron la película en ese portal, le dieron una valoración media de 8,3 de 10. También cabe destacar, que en el periódico La Vanguardia los usuarios que dieron su opinión allí le dieron a la película una aprobación del 69%.